# 公海舰队
公海艦隊（德語：Hochseeflotte，又稱大洋艦隊）是德意志帝國海軍的一支艦隊，主要由戰艦所構成，參與過第一次世界大战。公海艦隊始於1907年2月由本土艦隊（Heimatflotte）改名而來，由阿爾弗雷德·馮·鐵必制依其「風險理論」設計，用於挑戰英國皇家海軍的海上霸權，其核心思想為相對於海軍兵力分散於帝國各處的皇家海軍，僅在北海一處集結的德國戰艦艦隊，將能與英軍形成均勢，後者也將為防止因雙方交戰而蒙受損失、進而失去海上霸權，足以嚴重破壞英國的海上霸權，最終會避免與德國發生衝突。
第一次世界大戰爆發後，公海艦隊多次出擊，欲引誘英國主力艦隊——大艦隊的部份船艦並與之交戰，但德軍的意圖始終未能成事，並在多起小規模海戰中損失船艦，直到1916年5月31日至6月1日的日德兰海战，雙方主力艦隊直接遭遇交戰，最終儘管日德蘭海戰的結果不具決定性，但公海艦隊司令赖因哈德·舍尔上將就此認定，雖然德軍在海上艦隊決戰有部份戰術優勢，但德國在此情勢下無法扭轉戰局，海軍重心轉向執行無限制潛艇戰、打擊英國的海上貿易線。1917與1918年間，公海艦隊的主要任務變成了確保北海的德國海軍基地，使其可供U艇作戰。儘管如此，公海艦隊依舊於北海出擊數次，還曾調派分艦隊前往波罗的海對抗俄國波羅的海艦隊。1918年11月，德國戰敗，協約國在斯卡帕湾拘留了整支公海艦隊，然而就在1919年6月、《凡尔赛条约》簽署前幾天，德國海軍士兵自行鑿沉了艦隊的大部分船艦。

## 誕生

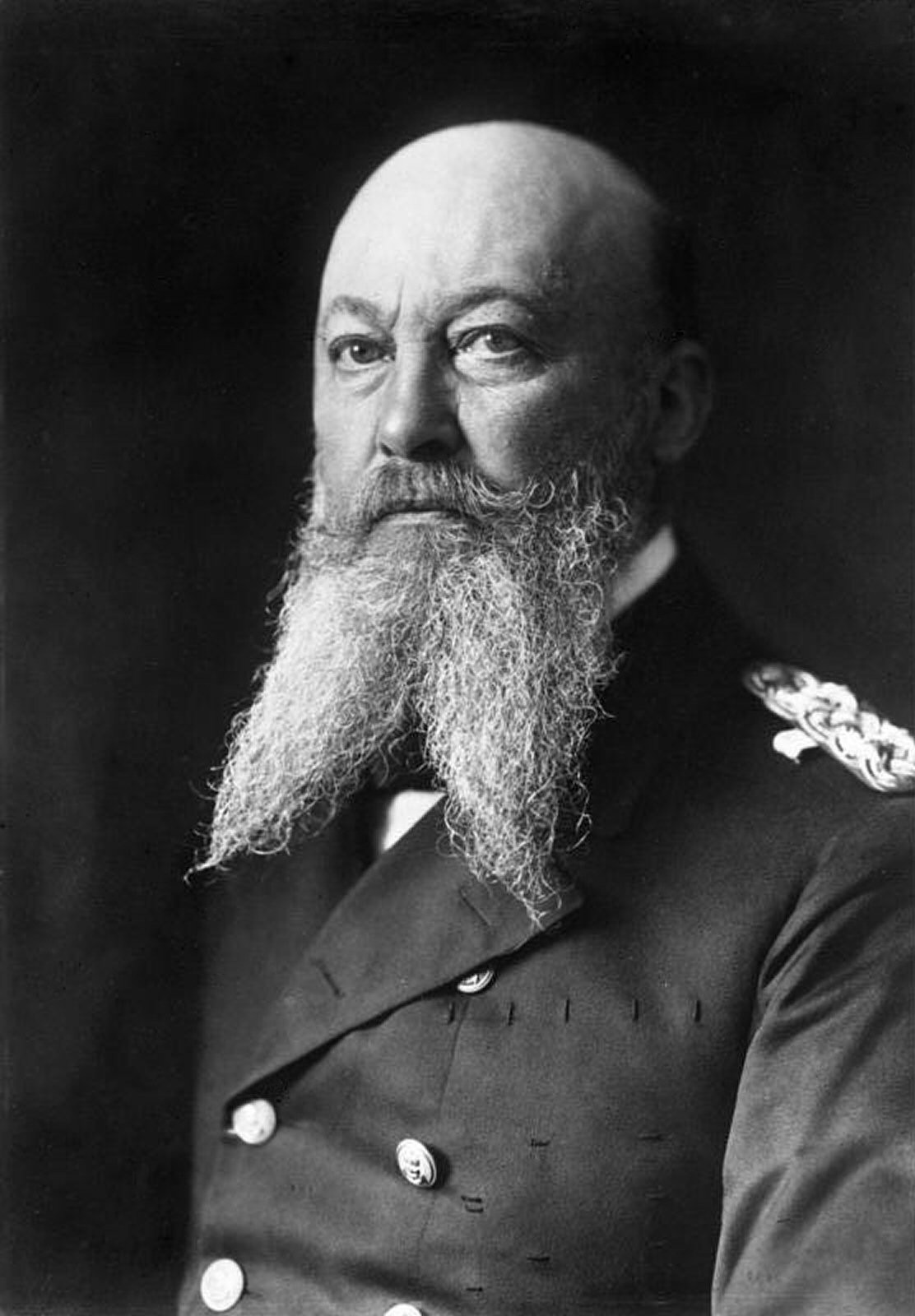
阿爾弗雷德·馮·鐵必制。

1898年，德國海軍上將阿爾弗雷德·馮·鐵必制就任帝國海軍國家海軍部的國務秘書。鐵必制積極推動海軍擴建，在1897年12月6日首次推動海軍法的演講中，聲稱海軍艦隊對德國來說是「攸關生死存亡的議題」，並指出英國與強大的皇家海軍是德國的主要威脅。在國務秘書任內的第一個月，鐵必制在與皇帝的約談中力陳「目前德國最危險的海上敵人就是英國」。根據鐵必制的推論，一支攻擊型的艦隊要在戰鬥中獲勝，必須擁有33％的數量優勢，因此他決定將德國海軍建設成與皇家海軍約2比3的比率，計畫在最終創建由60艘主力艦、40艘巡洋艦組成的海軍，而英國勢必要建造出90艘主力艦來應對如此規模的德國海軍。
皇家海軍此前一直堅持著《1889年海軍防衛法案》中首次提出的兩強標準，即其海軍實力必須強於世界第二和第三位國家之海軍規模總和，鐵必制提出的風險理論關鍵在於，將德、英兩國海軍維持在2比3的狀態，即使英國最終在海戰中戰勝德國，德國海軍實力也足以重創英國海軍，讓當時海軍實力排在世界第三的德國脫穎而出。鐵必制的另一個關鍵，是相信英軍會積極進攻，德軍便可以透過水雷、潛艇等武器來削弱其數量優勢，接著讓雙方在黑尔戈兰岛與泰晤士河之間的水域進行決戰；實際上，鐵必制也相信，德國擁有比英國更加優良的訓練、更有效率的戰術、領導能力更好的軍官，因而得以在海軍對抗中擊敗對手。
鐵必制首次提出造艦方案時，設想了一支19艘戰艦組成的艦隊，分為兩支各8艘船的分艦隊、1艘旗艦、2艘後備艦，每支分艦隊再細分為4艘船的大隊。此外，加上支援用的8艘齐格弗里德级與奧丁級的岸防戰艦、6艘大型巡洋艦、18艘小型巡洋艦、12大隊的魚雷艇，這些船隻都將配置於本土艦隊（Heimatflotte）。1898年3月28日，國家議會通過了第一條海軍法，確保該艦隊的建設得以實行，1904年4月1日，上述的造艦方案全數完工。1900年，鐵必制藉著國際逐漸緊張的局勢（特別是南非布尔战争爆發以及中國的义和团运动），進一步推動了艦隊的擴張計畫。1900年6月14日，國家議會通過了第二條海軍法，使艦隊總數倍增至38艘戰艦、20艘大型巡洋艦、38艘小型巡洋艦。不過，鐵必制規劃了更加宏大的造艦方案。1899年9月，他向德皇請求擴增艦隊，至少擁有45艘戰艦，後續也研議向國家議會遊說，爭取可能編列的第三批「雙分艦隊」，使艦隊整體達到48艘戰艦的規模。

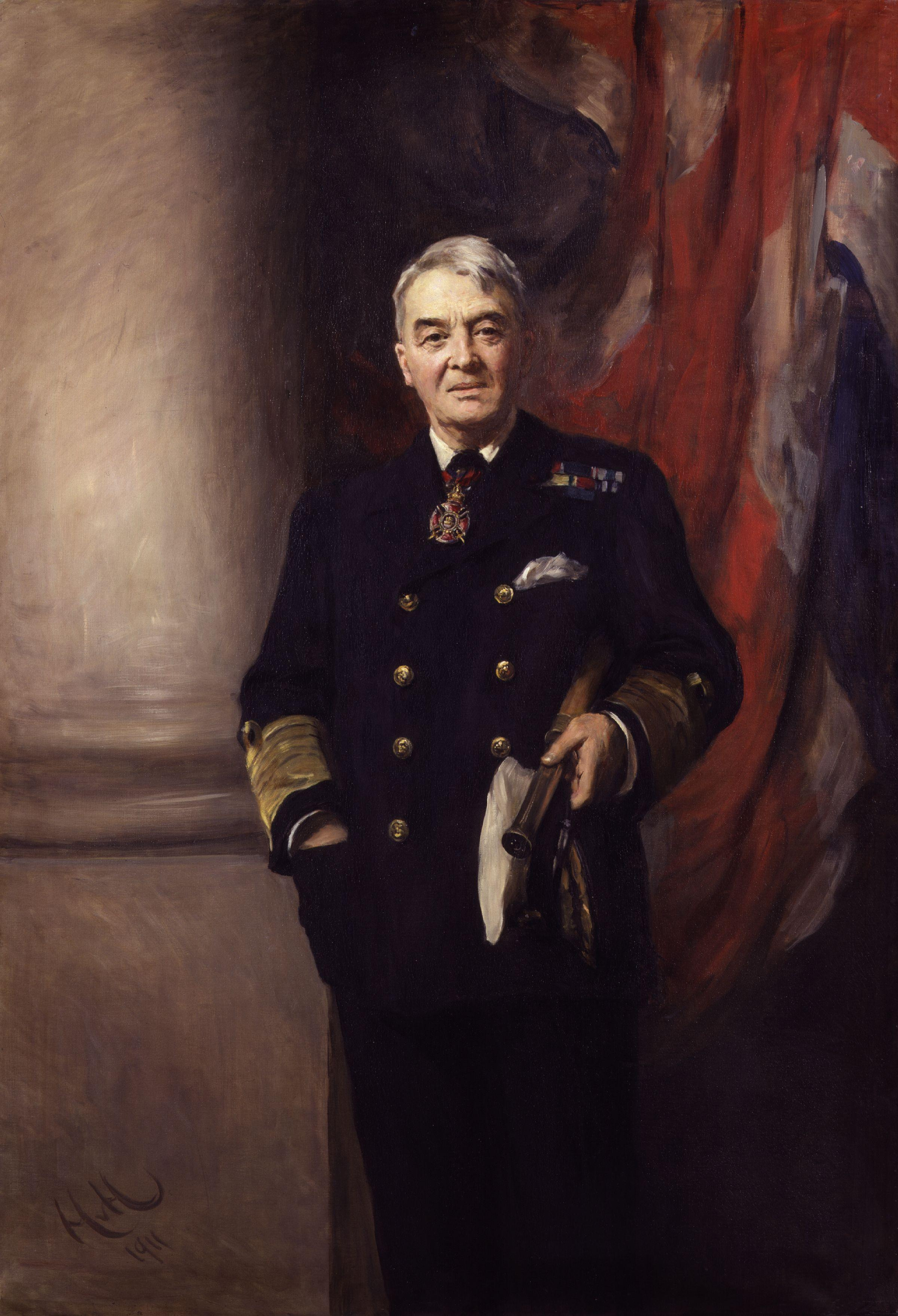
約翰·費舍爾上將。

起初德國海軍進行擴張時，英國並沒有倍感威脅。海軍委員們認為第二條海軍法不比第一條來得危險，他們更看重當前的實際情勢，相信德國未來的造艦方案很可能減少或是完全終止。然而，英國各階層輿論緊抓著德國造艦計畫的威脅大作文章。儘管對社會觀感不屑一顧，海軍委員們最終決定在造艦上超越德國。1904年，約翰·費舍爾擔任了第一海務大臣以及海軍部的領導人，自上任起，費舍爾進行了大刀闊斧的改革，主要是為了對抗德國海軍不斷擴張所升高的威脅，包括將訓練課程現代化、裁撤舊式船艦、將分散於各處的戰鬥艦分艦隊合併改編為四大艦隊，並指派其中三支駐紮在歐洲。英國也做出許多相應的外交安排，比如組成了英日同盟，讓英軍在北海可以集結更多的戰艦。
費舍爾如此改革，使得鐵必制的計畫產生嚴重的問題，鐵必制原先認定戰爭爆發時，規模較小、但更為集中的德國海軍相較於分散世界各地的英國海軍將擁有區域優勢，他也因此不用依賴德國軍官、各階士兵的訓練強度、更為現代化的軍艦、均質的分艦隊等條件來打敗彼此落差較大的英軍艦隊。1904年，英國同它長年的海上勁敵——法國簽署了具友好性質的《英法協約》，而1905年，俄羅斯於日俄战争中喪失了兩支主力艦隊，讓英國兩個傳統的海上假想敵都不再對自身構成威脅、當前的情勢對自身更加有利。前面的發展使英國捨棄了以往的兩強標準，轉而警戒德國。1906年10月，費舍爾說道：「我們唯一可能的敵人便是德國。德國的整支艦隊一直都集結著，他們有能力在幾小時內抵達英格蘭。因此我們必須保有一支兩倍戰力、同樣時間內抵達德國的強大艦隊。」，這也就是後來的對德雙倍標準（Two Keels to One Standard）。
對鐵必制計畫最具破壞性的，是英軍於1906年2月下水的新式戰艦——無畏號，此艦裝備10門12英寸（30）的主炮、廢除了副炮，且以最新式的蒸氣渦輪機為動力，遠比以往所有的戰艦還要強大，無畏艦從而成了一種新的艦種概念，而以前的所有舊式戰艦也因此被冠稱為前無畏艦。無畏艦的成本較以往戰艦來的高，也需要花費更多成本來開鑿運河與港灣容納，此時的德國海軍造艦預算已經見底，鐵必制挑戰英國海上霸權的行動將被迫中斷。因此，鐵必制於1906年5月向議會要求額外的預算，5月19日，第二條海軍法第一修正案通過，撥出了用來建造新式戰艦的預算，還進一步提供港口疏浚的費用，以滿足更為巨大的船體結構。

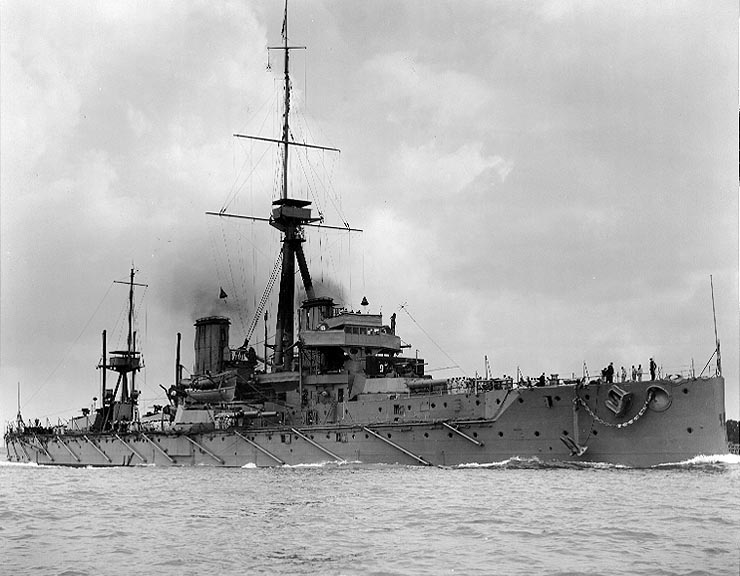
無畏號戰艦。

1908年3月，議會通過了海軍法的第二次修正案，額外撥下了10億馬克以因應不斷增加的新式戰艦建造成本。修正案使所有戰艦的服役年限由25年降至20年，讓鐵必制能夠盡早對艦隊汰舊換新。1912年5月，第三次、也是最後一次的修正案通過，代表了鐵必制與議會溫和派人士之間的妥協。這次的修正案授權建造3艘新戰艦和2艘輕巡洋艦，公海艦隊將有三支各8艘戰艦的分艦隊、一支由8艘战列巡洋舰組成的分艦隊和18艘輕巡洋艦。另外還有兩支各由8艘軍艦編成的分艦隊、2艘裝甲巡洋艦和12艘輕巡洋艦作為預備兵力。1914年8月戰爭爆發時，只有一支由8艘無畏艦組成的分艦隊——第一分艦隊，配置了拿騷級與赫爾戈蘭級。第二支由無畏艦組成的分艦隊——第三分艦隊則配置4艘皇帝級戰艦，直到1915年初另外4艘國王級戰艦服役後才正式滿編。結果第三支無畏艦分艦隊——第二分艦隊到了1916年都還是由前無畏艦所組成。
在1912年海軍法通過前，英、德雙方藉由英國陸軍大臣理查·霍爾丹率領的霍爾丹使團試圖進行兩國之間的裁軍談判，卻以失敗告終。同樣在1912年、談判失敗不久，海軍法隨即宣告通過。德國早在1911年便察覺到皇家海軍放棄了與其進行艦隊決戰的想法，改成遠距離封鎖北海出口。這也歸因於英國得天獨厚的地理優勢，可以輕易地阻絕大西洋與北海的交通。因此，一旦戰爭開打，德國艦隊有可能無法求得一場自己所期望的大規模海戰，從而陷入無用武之地。1914年戰爭爆發後，英軍果真實施此一戰略，再加上德皇為了日後有完整的艦隊作為和平談判的籌碼，嚴令限制了艦隊的行動，進而使公海艦隊影響戰局的能力明顯降低。

## 戰略

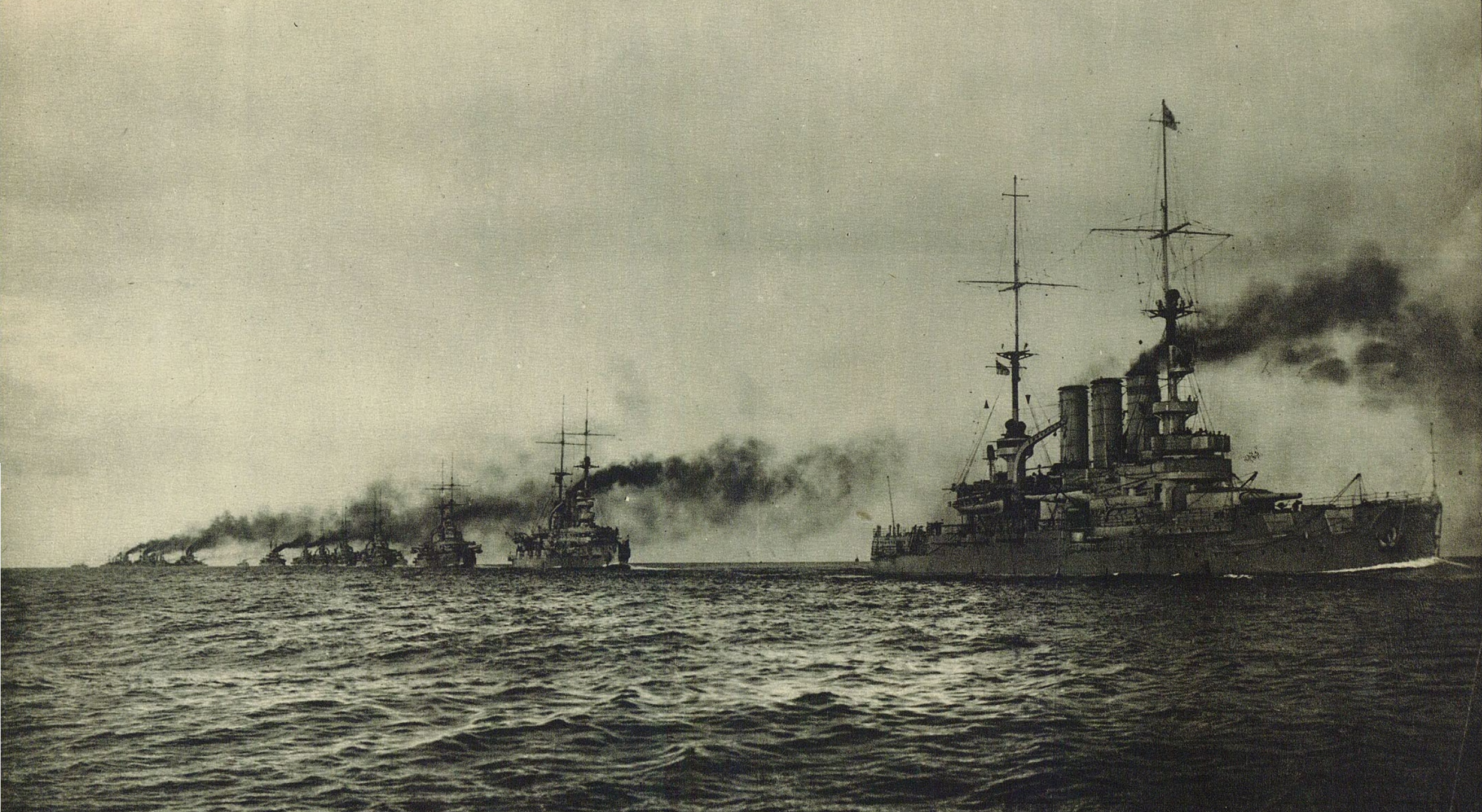
公海艦隊的戰前照片，該艦隊由一艘不伦瑞克级战列舰帶頭領航。

一次大戰前，德國海軍認為英國海軍將採取兩種作戰方案：一、被迫襲擊德國沿海，直接擊敗「公海艦隊」；二、施行近海封鎖。無論英國海軍採取何種方案，德國海軍都能透過魚雷艇、潛艇等武器來削弱「大艦隊」的數量優勢，直到一定程度的平衡後，「公海艦隊」才可以出港戰鬥、摧毀英國艦隊。鐵必制的策略中包含了幾項假設——德國海軍有更好的船艦設計、更加訓練有素的船員、更優越的戰術配置。此外，鐵必制也認為英國基於其全球帝國的需求，勢必無法在北海集中全部艦隊。因此，一旦雙方爆發戰爭，德國便立即在北海海域取得數量優勢，進一步向皇家海軍發動攻勢。 
然而，英國海軍採取的戰略，卻與鐵必制的預期大相逕庭。第一海軍大臣費舍爾自1904年上任起，立即對皇家海軍進行了大刀闊斧的改革。他在英國本土水域集中了大量戰列艦、開啟無畏艦革命、對海軍官兵進行嚴格的訓練。1912年，英國與法國締結了共同防禦協議，英國海軍得以在北海集中兵力，而地中海的防務改由法國負責。更糟糕的是，英國海軍在1904年就開始設計遠程封鎖的策略；德國海軍原先構想、利用輕型艦艇削弱皇家海軍的策略，如今完全落空。

## 後勤與人員

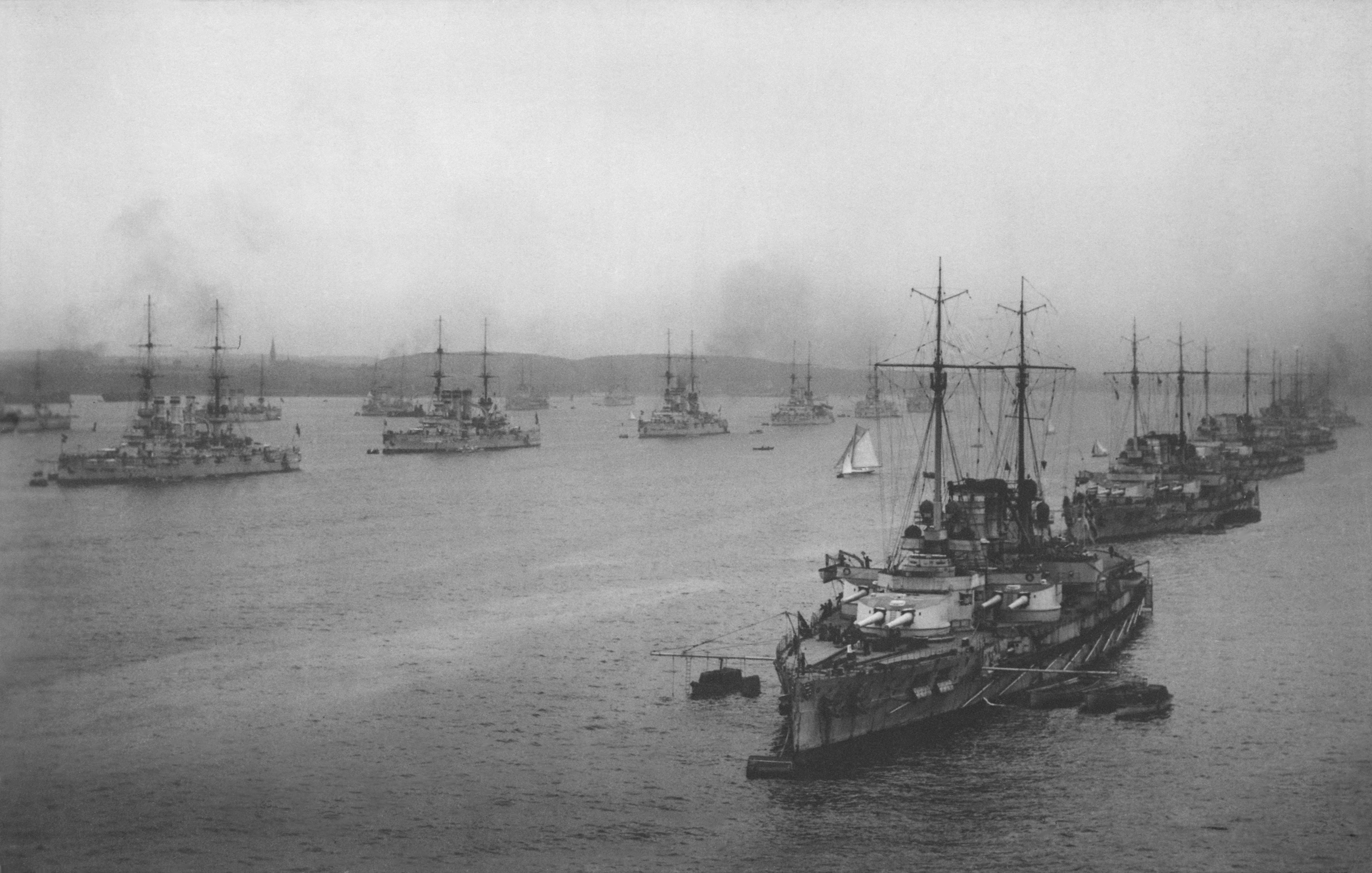
駐於基爾的公海艦隊第一與第二分艦隊。

公海艦隊在北海的主要基地為亚德湾西側的威廉港以及易北河口的库克斯港；在德意志灣的黑爾戈蘭島則是為公海艦隊提供了一處良好的前哨站。公海艦隊在波羅的海的主要基地為基尔，另外還有可供支援的皮勞和但澤等前線駐泊點。橫貫石勒苏益格-荷尔斯泰因的基爾運河連結了波羅的海與北海，德國海軍得以在兩個海域間迅速移防艦隊。在承平時期，所有公海艦隊的現役船隻皆駐紮於威廉港、基爾或是但澤。位於中國的胶州湾租借地是德國僅有的大型海外基地，其東亞分艦隊駐紮於此。
在燃煤動力的蒸氣船時代，船隻可以在友好國家的港口進行加煤，德國海軍本身缺乏可供長期作戰的海外基地，即便是單艦進行的破交戰也有困難。海軍曾在1907年採用試驗性設備，將煤從運煤船轉移到軍艦上，但是這種作法並沒有全面實施，不過，德國海軍主力艦至少有著4,000海里（7,400；4,600英里）的作戰航程，在大西洋上作戰仍綽綽有餘。
1897年，鐵必制就任海軍辦公室國務秘書一職，此時的帝國海軍共有約26,000名官士兵，到了一次大戰爆發時，帝國海軍已經大幅成長到80,000人。主力艦一般由海軍少校或上尉所指揮，每艘船至少擁有1000名船員；輕巡洋艦每艘船約有300至550名船員、魚雷艇每艘船則是約80至100名船員，後來的部分艦級有擴增到200名船員。

## 歷史

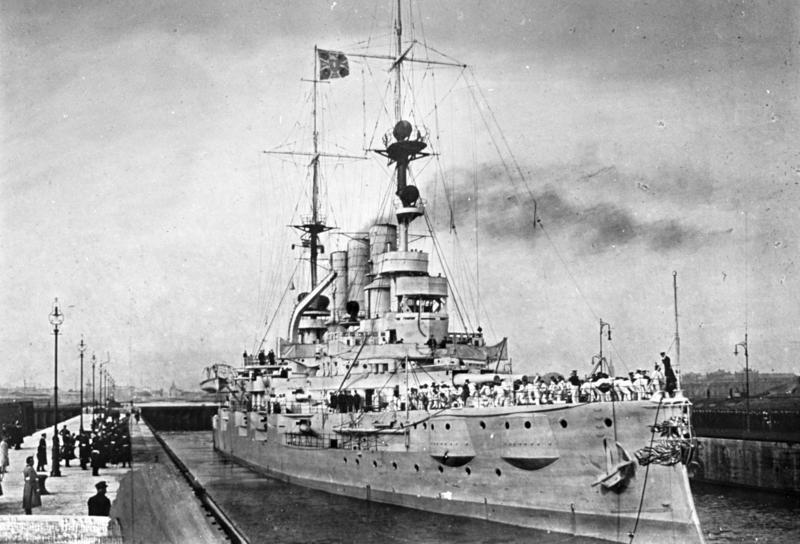
公海艦隊的第一艘旗艦——德國號戰艦

1907年初，第二條海軍法通過的七年後，德國海軍完工了數艘不倫瑞克級與德國級戰艦，這才有足夠的軍艦組成第二分艦隊。1907年2月16日，德皇將本土艦隊改名為公海艦隊，由威廉二世之弟——海因里希親王指揮，成為公海艦隊首任指揮官，旗艦為德國號戰艦。承平時期時，公海艦隊主要的例行任務是全年的單艦、分艦隊、聯合艦隊等各式訓練演習，整支艦隊也在大西洋與波罗的海間進行多次的巡洋任務。1909年下半，海因里希親王的職務由亨寧·馮·霍爾岑多夫中將接替，直至1913年4月再由腓特烈·馮·英格諾爾接任，直到第一次世界大戰爆發後數個月為止。1913年3月2日，腓特烈大帝號戰艦取代德國號成為公海艦隊的旗艦。
1914年6月28日，塞爾維亞人刺殺弗朗茨·斐迪南大公的事件使國際局勢大為緊張。儘管如此，公海艦隊依舊於同年7月13日前往挪威，展開夏季巡弋任務。在這最後一次的和平巡弋行動中，公海艦隊於7月25日在斯卡恩演習完後前往挪威峽灣。隔日，因奥匈帝国已發出最後通牒給塞爾維亞，艦隊開始返國。7月27日，整支艦隊已抵達斯屈德内斯角，為戰爭預作準備。7月28日，奧匈帝國對塞爾維亞宣戰，各個歐洲列強在隨後一星期內都捲入了這場大戰之中。

### 第一次世界大戰

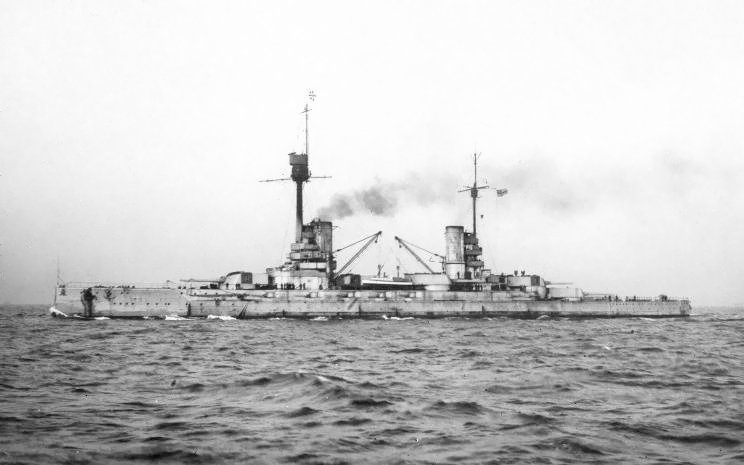
公海艦隊的第二艘旗艦——腓特烈大帝號戰艦。

戰爭期間，公海艦隊在北海發動多次巡航與攻擊行動。第一次是1914年11月2日至3日，然而這兩天都沒有遭遇英國海軍。公海艦隊司令腓特烈·馮·英格諾爾上將採取的戰略是：以弗朗茲·馮·希佩爾少將指揮、由戰鬥巡洋艦構成的艦隊——第1偵查集群襲擊英國東部沿海城市，藉此引出英軍大艦隊的部份兵力，由公海艦隊將其消滅。1914年12月15至16日，對哈特爾浦、惠特比與斯卡伯勒的炮轟即是此類作戰的首次出擊。在12月15日夜晚，擁有12艘無畏艦、8艘前無畏艦強大實力的德軍艦隊遭遇了6艘戰艦組成、孤立的英軍分艦隊，當時雙方僅有10海里（19；12英里）之遙。然而，公海艦隊在夜色中不斷與對方驱逐舰艦隊爆發衝突，這使得英格諾爾深信他們即將遭遇到整支大艦隊。於是，基於德皇命令非必要時不冒進之原則，英格諾爾中止了德軍艦隊的後續行動，撤回德國本土。
在1915年1月的多格爾沙洲海戰中，德軍裝甲巡洋艦布呂歇爾號被擊沉，德皇以此為由，於2月2日撤除了英格諾爾的職務，由胡戈·冯·波尔上將繼任。波爾於1915年執行了一系列的艦隊作戰，首先在3月29至30日，艦隊前往泰爾斯海靈島以北，但遭遇意外事件折返。另一次在4月17至18日，由第2偵查集群執行了佈雷行動。三天後，也就是4月21至22日，公海艦隊對多格滩方向進攻，卻又一次錯過英軍艦隊。5月29至30日，波爾三度出擊，這次朝著斯希蒙尼克島方向前進，但又因為天氣太差而回航。8月10日，艦隊前往赫爾戈蘭北部、掩護正要回航的輔助巡洋艦流星號。9月11至12日，艦隊再度出動掩護一次在黑岩灣（Swarte Bank）的佈雷行動。1915年的最後一次行動在10月23至24日，艦隊前往了荷斯韦夫，最終也未獲得任何戰果。
1916年1月18日，赖因哈德·舍尔中將取代了因病而無法續任的波爾，成了公海艦隊司令。相對於前任司令，舍爾在策略選擇上更具侵略性，也更廣泛地運用U型潜艇、齊柏林飛船對大艦隊進行協同攻擊。1916年2月，舍爾獲得德皇的首肯，下令艦隊於3月26日、4月2至3日、4月21至22日出擊北海掃蕩敵軍。戰鬥巡洋艦隊於4月24至25日炮轟了英格蘭東岸城鎮，主力艦隊則在遠處提供支援。不久，舍爾在5月中策劃了另一次襲擊，然而，戰鬥巡洋艦塞德利茨號因為先前行動觸雷受損，仍需要時間修復，計畫不得不到5月底才能執行。

#### 日德蘭海戰

日德蘭海戰形勢圖，德軍艦隊北向航行遭遇到從西側接近的英軍艦隊，在這場複雜而規模宏大的戰役中，雙方都做出了一系列複雜的機動與迴旋。

1916年5月31日早上，擁有16艘無畏艦、6艘前無畏艦、6艘輕巡洋艦、31艘魚雷艇的公海艦隊，在舍爾指揮下自亚德湾起錨出航，後續將與希佩爾帶領的5艘戰鬥巡洋艦、多艘支援巡洋艦、魚雷艇等進行協同作戰。另一方面，英國海軍情報部門第40號房間截獲了德軍的無線電訊息，藉由破譯密文，得知了德軍本次的作戰計畫。英國海軍部隨即命令大艦隊徹夜起錨出動，切斷公海艦隊之退路、將其徹底摧毀，此時的大艦隊共有28艘無畏艦、9艘戰鬥巡洋艦。
世界標準時間下午4點，英、德兩方的戰鬥巡洋艦艦隊遭遇，旋即展開了炮戰。不久，舍爾的公海艦隊主力從南方出現，英國海軍中將大衛·貝蒂下令其戰鬥巡洋艦隊北上，引誘德艦進入約翰·傑利科上將指揮、正在迅速接近的大艦隊火力圈內。在北上的過程中，舍爾的艦隊還與英軍第5戰艦分艦隊的數艘伊莉莎白女王級戰艦交戰。下午6點30分，大艦隊終於抵達戰區，朝東北方向航行，越過了舍爾的丁字陣位。舍爾為了避免不利戰鬥的形勢，下令艦隊朝西南方向轉舵16個羅經點執行撤退。下午6點55分，舍爾再度下令、全艦隊轉舵16個羅經點，回頭攻擊英軍艦隊。
舍爾的決定讓公海艦隊再度陷入險境，傑利科命令大艦隊向南轉移，再度越過了舍爾的丁字陣位。隨後舍爾又發出了第三次的16個羅經點轉舵命令，希佩爾受到重創的戰鬥巡洋艦隊則留下來向英艦突擊，掩護公海艦隊主力的撤退。接著舍爾下令，艦隊改採夜間巡洋編隊，此一命令於晚上11點40分完成。晚上，公海艦隊又與英軍的驅逐艦隊展開激戰，不過，公海艦隊仍舊成功退至盒恩礁。6月1日凌晨1點至2點45分，公海艦隊才陸續返回了亚德湾。舍爾命令未受損的第一分艦隊在亚德湾的港外錨地就防禦位置備戰，而皇帝級戰艦則留在威廉港外保持戒備。就戰鬥結果來看，儘管舍爾率領的主力艦隊遭受猛烈打擊而嚴重毀損，公海艦隊擊沉英軍艦艇的數量、排水噸位總和卻遠遠勝過自身損失。數艘主力艦，例如戰列上第一位的國王號戰艦、以及大部分的戰鬥巡洋艦，都要在乾塢內進行大規模整修，耗時至少兩個月。然而，從艦隊規模比較，6月1日時，英軍仍擁有24艘主力艦可供作戰，而德軍僅剩10艘主力艦可以行動。

#### 後續行動
1916年8月，修復足夠的船艦後，舍爾即於8月18至19日發動另一場攻勢。由於塞德利茨號與德弗林格爾號在日德蘭受到重創，以及損失了呂佐夫號，可以出戰的戰鬥巡洋艦只剩下馮·德·坦恩號以及毛奇號。舍爾將它們與戰艦邊疆總督號、大選帝侯號以及新型戰艦巴伐利亞號聯合行動。收到來自齊柏林飛船、表示北海出現英軍艦隊的誤報後，舍爾隨即下令艦隊北上，結果公海艦隊還沒能開炮，舍爾在當日下午2點35分就收到了英軍大艦隊出動的消息，於是趕緊撤退回德國母港。
1916年10月18至19日，在缺少潛艇的支援下，公海艦隊再度出擊，攻擊多格爾沙洲東岸的任何運輸船。儘管英國海軍部接獲情報、警告了目標海域附近的運輸船，大艦隊卻沒有試圖攔截。10月19日凌晨2點，因天氣轉惡（魚雷艇將不易跟上公海艦隊主力），舍爾下令艦隊回航、作戰取消。此時巡洋艦慕尼黑號遭遇到英軍E38潛艇的魚雷攻擊，他這才明白英軍已經將運輸船驅離了目標打擊區。
公海艦隊於12月1日重組，除了拜仁號外，4艘國王級戰艦留於第3分艦隊，而4艘皇帝級則發配給了第4分艦隊。1917年3月，新戰艦巴登號以新旗艦的身份就役。3月17日，舍爾從腓特烈大帝號上取下他的指揮旗，於巴登號上升起。
1917年，戰爭已進入第四個年頭，同時也對公海艦隊船員造成影響，一些消極抵抗的現象逐漸出現，如1月時戰艦奧爾登堡號、波森號的水手們打出了反戰的口號；6月與7月，船員們開始進行更為積極的抗命行動，包括罷工、絕食抗議或是不告離艦。這類行動在8月達到高峰，一系列的反戰演說、抗議示威活動，導致數十位水手被德國海軍當局逮捕。舍爾下令從反戰運動的中心——柳特波德攝政王號上逮捕超過200人，軍事法庭最終判處77人有罪、9人死刑，然而，最終只有阿爾賓·克比斯與馬克斯·賴希皮奇兩人遭到處決。

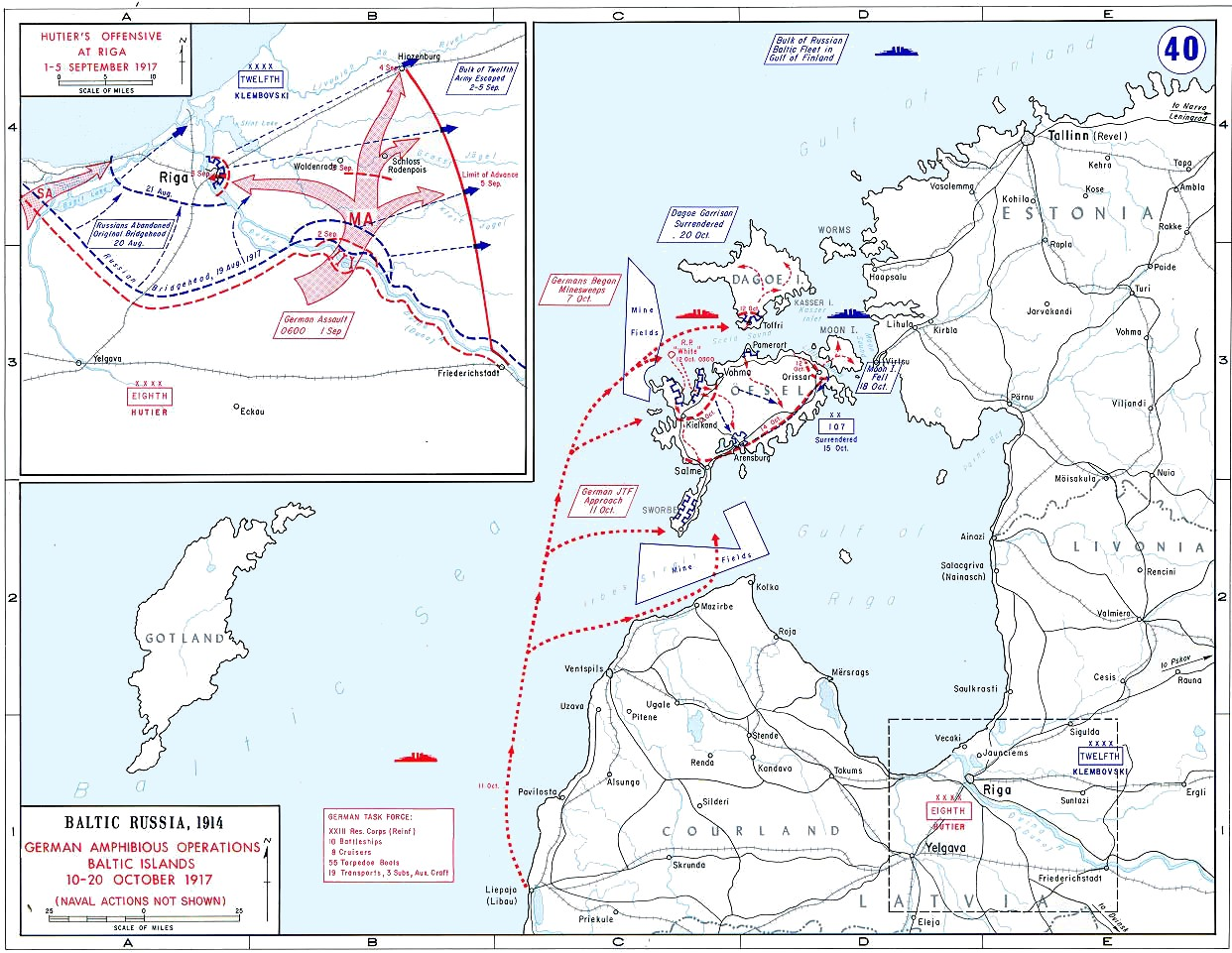
阿爾比翁行動的德軍艦隊航線圖。

1917年9月初，奪取了俄國的港口城市里加後，德國海軍決定要一併剷除里加湾裡的俄國海軍。海軍最高統帥部（Admiralstab）規畫了本次作戰，代號阿爾比翁行動，旨在奪取波羅的海的島嶼，特別是萨雷马岛瑟爾韋半島上、俄國經營多年的沿海炮台。9月18日，一道額外命令傳來，指示艦隊與陸軍協同作戰，共同奪取萨雷马岛和穆胡島，當時海軍的主要參戰兵力，是公海艦隊抽調而來的第三、第四分艦隊和毛奇號。作戰於10月12日開始，當天，毛奇號和第三分艦隊攻進了俄國塔加灣，第四分艦隊則炮轟萨雷马岛上的瑟爾韋半島俄軍炮台。10月20日，島上的戰鬥宣告結束，穆胡島、萨雷马岛和達哥島全部由德軍佔領。不過在前一日，海軍最高統帥部下令海軍停止作戰，儘快將抽調的無畏艦群召回公海艦隊。
到了1917年秋季，舍爾決定以輕型艦艇配合潛艇，襲擊來往挪威的英國商船。有鑑於此，英國海軍調出一支戰艦分艦隊進行護航，卻正中舍爾下懷，使得對方有機會將大艦隊各個擊破。1918年，舍爾召集了希佩爾的戰鬥巡洋艦隊，準備於4月24日週三攻擊英國商船以及其護衛艦隊，公海艦隊戰艦群將緊隨其後、隨時支援。4月23日，德軍艦隊在威廉港外的希利希錨地集結，隔天便拂曉出擊。凌晨5點20分，儘管德軍艦隊最初成功地潛入商船航線，卻因為情報錯誤，導致最終作戰失敗。根據舍爾最初收到的潛艇偵查報告，船團在每週日與週三出航。實際上，西向船團在4月22日週一離開卑爾根，當舍爾率艦隊出發時，該船團已經在奧克尼群島以東大約140海里（260；160英里），預計於4月24日上午抵達蘇格蘭梅西爾；東向船團在4月24日週三從蘇格蘭梅西爾出發，出發時間卻是早上6點30分。換句話說，希佩爾的艦隊當時在航線上撲了個空。10點47分，英國海軍部向海軍中將貝蒂下令，率領大艦隊31艘戰艦和4艘戰鬥巡洋艦出擊，然而為時已晚，德艦早已離開現場。當天晚上7點37分，赫爾戈蘭灣外海約74公里處，毛奇號遭到英軍E42潛艇的魚雷擊中，不過德軍艦隊仍然全數返回了己方的水雷區以內。

### 拘禁於斯卡帕灣

斯卡帕灣中自沉的公海艦隊各艦位置圖。

1918年10月底，就在停戰協定生效前幾天，德國海軍制定了公海艦隊的最後作戰。公海艦隊主體將從威廉港出發挑戰大艦隊；儘管此舉會有相當程度的傷亡，舍爾仍打算藉著這次行動重創英國海軍，爭取對德國更加有利的和談條件。然而，許多厭倦戰爭的德國水手認為，這次行動會破壞正在進行的和平進程，進而延長戰爭。1918年10月29日一早，司令部發出命令，艦隊隔日從威廉港出航。當晚，圖林根號戰艦的水手們率先發難，接著港內數艘戰艦的水手也開始叛亂。如此動盪迫使希佩爾、舍爾放棄了決戰計畫，而德皇得知消息後說道：「我不再擁有海軍了。」
隨著德國於1918年11月投降，公海艦隊的大部分船艦在路德維希·馮·羅伊特少將的指揮下開往英軍的斯卡帕湾海軍基地加以拘禁。艦隊出發之前，阿道夫·馮·多爾達上將向羅伊特明確表示，無論如何都不能讓協約國取得這些船艦。公海艦隊稍後與英軍加的夫號輕巡洋艦會合，在該艦帶領下，共計370艘英、美、法三國組成的協約國艦隊，將德國公海艦隊押送至斯卡帕灣。拘禁期間，公海艦隊各艦透過拆除炮栓解除武裝、每艘主力艦僅保留200名德國船員。
在和約正式出臺以前，公海艦隊一直處在拘禁狀態。羅伊特認為，英軍計畫於1919年6月21日，也就是德國簽署和約的最後期限奪取這些船艦，然而，他不知道簽署期限已經延長到了6月23日，不知情的羅伊特決定一有機會就下令各艦艇自沉。6月21日一早，英國艦隊離開斯卡帕灣進行訓練，當日11點20分，羅伊特向各艦發送自沉密語，船員們便立即執行鑿沉任務。最終，在英軍港內人員實施救援後，只有巴登號戰艦、3艘輕巡洋艦、18艘驅逐艦成功保留。皇家海軍最初反對執行打撈作業，不過，後來還是允許私人企業打撈這些船艦、當作廢鐵賣出。公海艦隊的大部分船隻是由欧内斯特·考克斯的考克斯與丹克斯（Cox and Danks）公司進行打撈，其中包含了噸位最重的幾艘船艦。之後，受到1930年代初期的全球金融危機影響，考克斯退出了打撈作業，改由金屬工業集團有限公司接手，又成功打撈了5艘德國主力艦。公海艦隊當中，有3艘（國王號、王儲號、邊境總督號）因為沉得太深而無法打撈，只能留在斯卡帕灣的海床上，還有4艘輕巡洋艦與其相伴。

## 影響
公海艦隊從戰時的難以施展，到戰後的最終結局，無不強烈地影響了後來的德國海軍，包括威瑪共和國的國家海軍與納粹時期的戰爭海軍。後來，新組成的海軍機構中，許多前帝國海軍軍官依舊在服役，其中就有希佩爾的前任參謀長——埃里希·雷德尔，日後成為了國家海軍總司令。雷德爾認為，德國海軍應以水面艦艇進行長距離破交作戰，而不是組建大型艦隊去挑戰皇家海軍，因為那樣只是白費工夫。1930年代以後，雷德爾提出了戰爭海軍的造艦計畫——《Z计划》，該計劃便是以上述概念為核心，要求建造大量的長航程輕巡洋艦（如P級裝甲艦）和偵查艦艇。不過，雷德爾的構想遭到後來的元首阿道夫·希特勒否決。希特勒一心建設龐大的戰列艦隊，以致第二次世界大戰爆發後，《Z计划》的建設工作都沒能完成。

## 註腳
1. ↑  Herwig（1980年），第33页
2. ↑  Herwig（1980年），第35页
3. 1 2 3  Herwig（1980年），第36页
4. ↑  Sondhaus（2001年），第160–161页
5. ↑  Padfield（2005年），第45页
6. 1 2 3  Gardiner & Gray（1984年），第134页
7. ↑  Herwig（1980年），第42页
8. ↑  Padfield（2005年），第94页
9. ↑  Herwig（1980年），第48-49页
10. ↑  Herwig（1980年），第49页
11. ↑  Herwig（1980年），第50页
12. ↑  Herwig（1980年），第56-57页
13. ↑  Gardiner & Gray（1984年），第135页
14. ↑  Gardiner & Gray（1984年），第145-147页
15. ↑  Gardiner & Gray（1984年），第141页
16. ↑  Gardiner & Gray（1984年），第135-136页
17. ↑  Tarrant（1995年），第21页
18. ↑  Herwig（1980年），第36-37页
19. ↑  Herwig（1980年），第92页
20. ↑  Herwig（1980年），第79页
21. ↑  Lambert（2012年），第39页
22. ↑  Herwig（1980年），第149-150页
23. ↑  Halpern（1995年），第10页
24. ↑  Halpern（1995年），第182页
25. ↑  Halpern（1995年），第179页
26. 1 2  Herwig（1980年），第114页
27. ↑  Herwig（1980年），第104-105页
28. ↑  Halpern（1995年），第66页
29. ↑  Halpern（1995年），第67页
30. ↑  Industrial Magazine（1907年），6，第65–66页，New Apparatus for Coaling Warships
31. 1 2  Gröner（1990年），第23-28、52-56页
32. ↑  Herwig（1980年），第111页
33. ↑  Gröner（1990年），第104-115页
34. ↑  Gardiner & Gray（1984年），第164-172页
35. 1 2  Herwig（1980年），第45页
36. ↑  Staff（2010年），Vol. 1，第7页
37. ↑  Staff（2010年），Vol. 1，第7-8页
38. ↑  Herwig（1980年），第262页
39. 1 2  Staff（2010年），Vol. 2，第14页
40. ↑  Heyman（1997年），第xix页
41. ↑  Herwig（1980年），第149–150页
42. ↑  Tarrant（1995年），第31页
43. ↑  Tarrant（1995年），第31–33页
44. ↑  Tarrant（1995年），第43–44页
45. 1 2 3 4 5  Staff（2010年），Vol. 2，第15页
46. ↑  Sweetman（1997年），第394页
47. ↑  Tarrant（1995年），第50页
48. ↑  Staff（2010年），Vol. 2，第11页
49. ↑  Tarrant（1995年），第58页
50. ↑  Tarrant（1995年），第62页
51. ↑  Tarrant（1995年），第63–64页
52. ↑  Bennet（2006年），第73页
53. ↑  Tarrant（1995年），第116页
54. ↑  Tarrant（1995年），第153页
55. ↑  Tarrant（1995年），第165页
56. ↑  Bennett（2006年），第106页
57. ↑  Tarrant（1995年），第177–181页
58. ↑  Campbell（1998年），第275页
59. ↑  Campbell（1998年），第274页
60. ↑  Tarrant（1995年），第263页
61. ↑  Halpern（1995年），第327页
62. ↑  Staff（2010年），Vol. 2，第35页
63. ↑  Massie（2003年），第683页
64. ↑  Beesly（1984年），第167页
65. ↑  Halpern（1995年），第214页
66. ↑  Staff（2010年），Vol. 2，第43页
67. ↑  Woodward（1973年），第66–67页
68. ↑  Woodward（1973年），第70–72页
69. ↑  Woodward（1973年），第72–73页
70. ↑  Woodward（1973年），第77页
71. ↑  Halpern（1995年），第213页
72. ↑  Halpern（1995年），第214–215页
73. ↑  Halpern（1995年），第215页
74. ↑  Halpern（1995年），第219页
75. ↑  Halpern（1995年），第376页
76. ↑  Halpern（1995年），第418页
77. ↑  Halpern（1995年），第419页
78. ↑  Halpern（1995年），第420页
79. ↑  Tarrant（1995年），第280–281页
80. ↑  Tarrant（1995年），第281–282页
81. 1 2  Tarrant（1995年），第282页
82. ↑  Herwig（1980年），第252页
83. 1 2  Herwig（1980年），第256页
84. ↑  Herwig（1980年），第254–255页
85. ↑  Herwig（1980年），第255页
86. ↑  van der Vat（1986年），第199页
87. ↑  van der Vat（1986年），第200–210页
88. ↑  van der Vat（1986年），第210–214页
89. ↑  Gardiner & Chesneau（1980年），第218-220页